# Cagli
Cagli es una comuna italiana situada en la provincia de Pésaro y Urbino, en la región de las Marcas, en el centro de la península italiana. Se encuentra a 51 kilómetros de Fano en dirección a Roma. La ciudad se encuentra en las faldas del monte Petrano, en la confluencia de los riachuelos de Bosso y de Burano.

## Historia

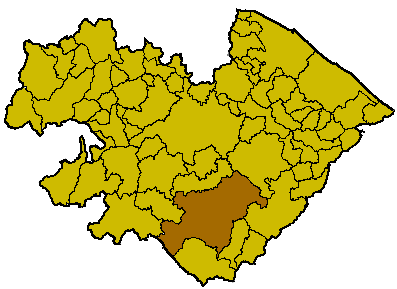
Localización de Cagli en la provincia de Pésaro y Urbino.

El origen de la ciudad se remonta al siglo IV a. C. y probablemente fue un asentamiento sabino y posteriormente umbrío. Se encuentra sobre el lugar que ocupaba una antigua villa en la Vía Flaminia, de nombre Cale Umbra, a unos 40 kilómetros al norte de Helvillum, la actual Sigillo, y a unos 30 kilómetros al suroeste de Forum Sempronii, la actual Fossombrone. El emplazamiento original de la villa, conocido como Piano di Valeria, actualmente en ruinas, se encuentra a unos 7,5 kilómetros al noroeste de Cagli y 4 kilómetros al oeste de Vía Flaminia y Acqualagna. Las antiguas inscripciones muestran que esta fue una antigua fortaleza romana, posiblemente Pitinum Mergens. En el siglo V la ciudad fue tomada por los ostrogodos. En 554 la ciudad fue tomada por los bizantinos, pero en 571 pasó a manos de los lombardos. En el siglo VII pasó a ser sede episcopal y en 774 fue parte de los dominios entregados por Pipino el Breve al papa.
La ciudad se convirtió en una ciudad libre en el siglo XII. Cagli se vio envuelta en numerosos enfrentamientos entre familias nobles italianas, siendo finalmente destruida en 1287 por el gibelino Trasmondo Brancaleoni como consecuencia de las guerras entre güelfos y gibelinos. La ciudad fue reconstruida en 1289 y rebautizada como Sant'Angelo Papale por orden del papa Nicolás IV. La ciudad prosperó y se enfrentó con éxito a la vecina Gubbio y a los Montefeltro. Federico I Montefeltro dominó la ciudad entre 1317 y 1319 y volvió a caer en manos de estos en 1352, y aunque Sighinolfo I Montefeltro la perdió en 1354 frente a las fuerzas pontificias del cardenal Albornoz, le fue reconocido el vicariato perpetuo. Desde ese momento, los Montefeltro conservaron Cagli como vicarios pontificios, cargo en el que fueron ratificados los sucesivos señores en los años posteriores. Con esto, la ciudad pasó al condado de Montefeltro y más tarde al ducado de Urbino que en 1508 fue heredado por la familia de los Della Rovere. La ciudad pasó a formar parte de los Estados Pontificios en 1631 después de la extinción del linaje de la familia Della Rovere, hasta que en 1860 fue anexionada por el Reino de Italia, con un paréntesis debido al dominio napoleónico.
El 13 de junio de 2004 fue investido como alcalde Domenico Papi.

## Monumentos

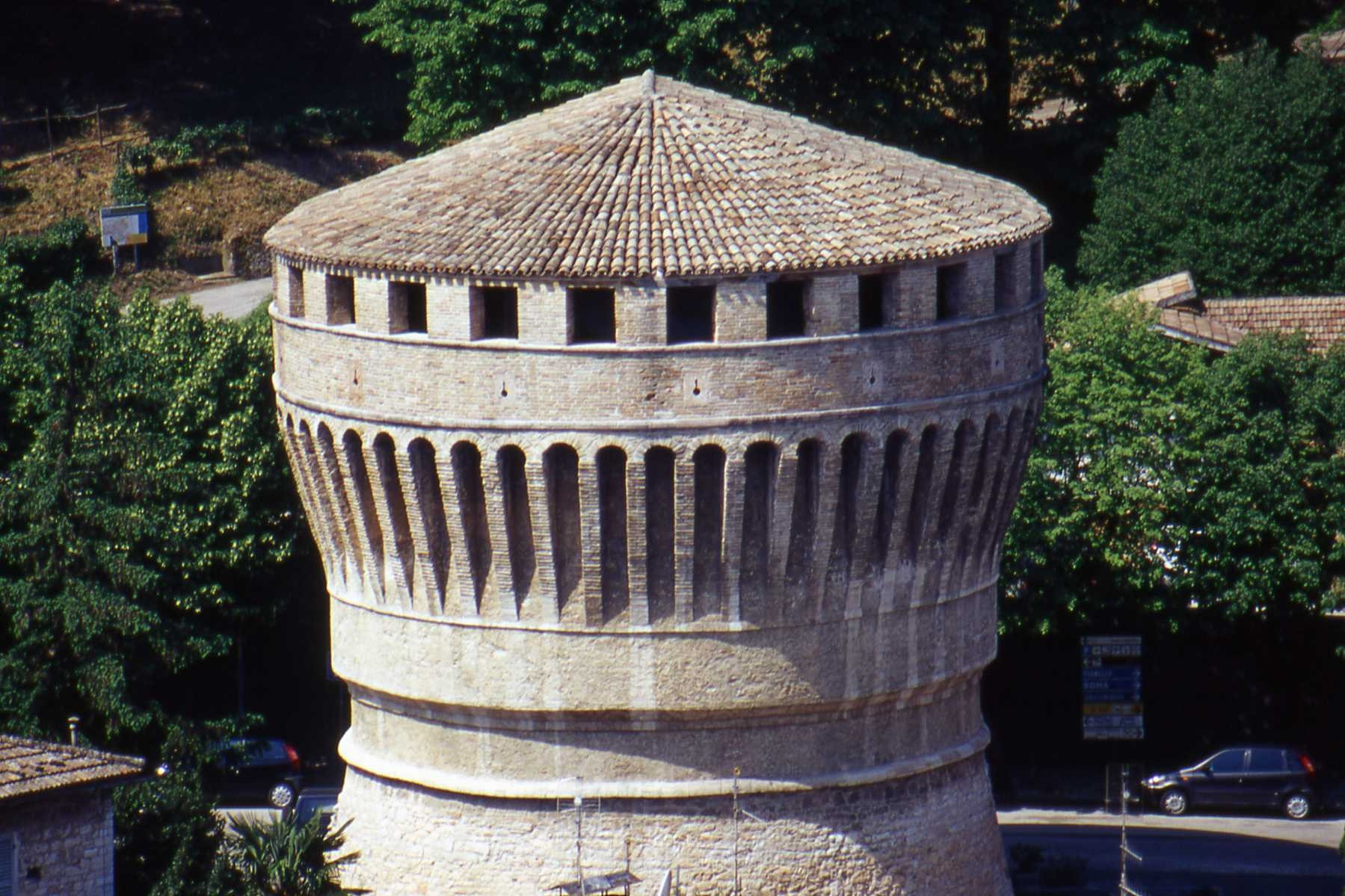
El Torrioni de Cagli.

- Palazzo Pubblico, sede de la administración comunal y del museo de arqueología.
- Iglesias de San Francisco y Santo Domingo.
- El Torrioni, obra de Francesco di Giorgio.

## Demografía
| Gráfica de evolución demográfica de Cagli entre 1861 y 2001 |
|                                                             |
| Fuente ISTAT - elaboración gráfica de Wikipedia             |